# Anders Burman
Bengt Anders Oscar („Andrew“) Burman (* 24. September 1928 in Stockholm; † 26. Juni 2013 ebenda) war ein schwedischer Jazzmusiker (Schlagzeug, auch Perkussion, Gesang), Bandleader und Musikproduzent.

## Leben und Wirken
Anders spielte 1947 bei Charlie Norman, mit dem erste Aufnahmen entstanden, 1949 mit seinem Bruder Lars bei Börje Ekberg. Mit seiner Andrew Burman’s Ragtime Band nahm er 1950 für das Metronome-Label auf, dessen Mitbegründer er war. In den 1950er-Jahren arbeitete er außerdem in den Bands von Lars Gullin, Bengt Hallberg, Harry Arnold, Jan Johansson und Gösta Theselius, ferner begleitete er gastierende amerikanische Musiker wie The Delta Rhythm Boys, Roy Eldridge, Art Farmer, Stan Getz, Tyree Glenn, Clifford Brown und James Moody. Ab den 1960er-Jahren arbeitete er auch als Musikproduzent mit Cornelis Vreeswijk, Fred Åkerström, Pugh Rogefeldt, Svante Thuresson, Lill Lindfors, Per Myrberg, Siw Malmkvist, Anna-Lena Löfgren und Ann-Louise Hanson.  Im Bereich des Jazz war er zwischen 1947 und 1977 an 129 Aufnahmesessions beteiligt, außer den Genannten auch mit Gunnar Almstedt, Svend Asmussen, Alice Babs, Arne Domnérus, Ove Lind, Åke Persson, Reinhold Svensson und Toots Thielemans. Außerdem wirkte er von 1938 bis 1954 in mehreren schwedischen Filmen mit.

## Diskographische Hinweise
- Delta Rhythm Boys with Andrew Burman's Band (Metronome, 1952)